# Сявал
Фольклорно-эстрадный ансамбль «Сявал» — фольклорный ансамбль Чувашской государственной филармонии, работающий в Чебоксарах с 1976 года. Основан заслуженным работником культуры РСФСР А.С. Сергеевым. Участник международных фольклорных фестивалей в Польше (1994), Бельгии (1991, 2002, 2006), Великом Новгороде (1994). Лауреат I Международного фестиваля тюркских народов, Всероссийского фестиваля-марафона «Песни России», XXIII Областного фестиваля национальных культур «Мост дружбы».

## История
Фольклорно-эстрадный ансамбль «Сявал» был основан в Чебоксарах при Чувашского государственной филармонии по предложению заслуженного работника культуры А. С. Сергеева в 1976 году. Коллектив назван по одноимённой реке Цивиль (по-чувашски «Ҫавал»), которая протекает по территории всей Чувашии. Баянист Борис Мацко был первым руководителем ансамбля. С 1990 года коллектив возглавляет заслуженная артистка Чувашской Республики Лилия Прокопьева.
Репертуар ансамбля разнообразен - мировая классика и современная музыка, в том числе специально написанные для оркестра сочинения чувашских композиторов. В некоторых композициях представлена древняя культура языческой Чувашии, которая воссоздана в звуках хрипловатого «шӑпӑра» (пузырь-волынка) и завораживающей свирели (шӑхлич). Современная обработка народных и авторских песен по-новому представляет музыкальные композиции.
в «Сявале» работали многие самобытные и интересные артисты: заслуженные артисты Чувашской Республики Валерий Семёнов и Зоя Ананьева, заслуженные работники культуры Чувашской Республики Виталий Адюков и Галина Дмитриева, лауреаты Всесоюзных и Всероссийских конкурсов Алексей Чернов, Иосиф Штиллер, народные артисты Чувашской Республики Иван Христофоров, Валентина Смирнова, Наталья Вавиленко, главный администратор и конферансье Юрий Кузнецов, постановщик танцев, заслуженный деятель искусств России Ангаров Александр и многие другие.
Ансамбль имеет широкую географию выступлений: республики Башкортостан, Татарстан, Марий Эл, Мордовия, Пензенская, Самарская, Ульяновская области, Москва, Санкт-Петербург и многие другие населённые пункты России.
Огромный культурный вклад ансамбль внёс в создание уникальных филармонических проектов, как мюзикл «Нарспи» в 2008 году, музыкально-театрализованная программа «Авалхи сас» («Голос предков») в 2010 году, «Чӑваш ҫӗрӗн чи лайӑх юррисем» («Лучшие песни земли чувашской») в 2014 году.

## Премии и награды, фестивали
Фольклорно-эстрадный ансамбль «Сявал» является участником: 
- Международных фольклорных фестивалей в Бельгии в 1991, 2002, 2006 годах,
- международного фестиваля в Польше, в 1994 году,
- международного фестиваля в Великом Новгороде, в 1994 году.
- Лауреат I Международного фестиваля тюркских народов в Казани, 1997,
- лауреат Всероссийского фестиваля-марафона «Песни России», по инициативе Надеждой Бабкиной в Чебоксарах, 2008, 2014 годах,
- лауреат XXIII Областного фестиваля национальных культур «Мост дружбы», в Тюмени, 2017.

Коллектив работал в ходе проведения XXII Зимних Олимпийских игр в Сочи, за что был удостоен памятной медали и грамоты Президента РФ Владимира Путина. 
В 2013 году ансамбль представлял Чувашскую Республику в Совете Федерации Федерального собрания РФ и в 2015 году на Днях Чувашской Республики в Государственной думе РФ.

## Современный состав
Вокальная группа
- Наталья Васильева
- Ольга Ендерова
- Александр Ильин
- Любовь Ильина
- Михаил Матвеев
- Станислав Саванин

Инструментальная группа
- Александр Жуковский
- Александр Иванов
- Михаил Николаев
- Андрей Семилетов
- Иван Степанов

Балет
- Владимир Кудаков
- Мавлия Нурлыева

Ведущая концертных программ
- Лилия Прокопьева